# Col du Pillon
Col du Pillon är ett bergspass i Schweiz. Det ligger i distriktet Aigle och kantonen Vaud, i den sydvästra delen av landet, 70 km söder om huvudstaden Bern. Col du Pillon ligger 1 546 meter över havet.